# Bucecea
Bucecea (yiddish : בוטשעטש) est une ville roumaine du județ de Botoșani. Elle est le siège des villages Bohoghina et Călinești.